# Luigi Agnolin
Luigi Agnolin (Bassano del Grappa, 1943. március 21. – 2018. szeptember 29.) olasz nemzetközi labdarúgó-játékvezető, testnevelő tanár és úszóedző.

## Pályafutása

### Nemzeti játékvezetés
A játékvezetői vizsgát 1961-ben tette le. A küldési gyakorlat szerint rendszeres partbírói tevékenységet is végzett. 1968-ban minősítették a B Ligás bírónak, 1973-ban a Serie A játékvezetője. A nemzeti játékvezetéstől 1992-ben vonult vissza. Vezetett első osztályú bajnoki mérkőzéseinek száma: 226. Az olasz örök-ranglistán ezzel a teljesítménnyel a 6.
| Időpont           | Helyszín                          | Mérkőzés típusa          | Mérkőzés                       | Eredmény |
| ----------------- | --------------------------------- | ------------------------ | ------------------------------ | -------- |
| 1973. március 18. | Artemio Franchi, Stadion, Firenze | első A-ligás találkozója | ACF Fiorentina–Cagliari Calcio | 3 : 0    |

#### Nemzeti kupamérkőzések
Vezetett kupadöntők száma: 2.

##### Olasz labdarúgókupa
| Időpont         | Helyszín                       | Mérkőzés típusa         | Mérkőzés            | Eredmény |
| --------------- | ------------------------------ | ----------------------- | ------------------- | -------- |
| 1985. július 3. | Luigi Ferraris Stadion, Genova | döntő második találkozó | UC Sampdoria–Milán  | 2 : 1    |
| 1988. május 19. | Olimpiai Stadion, Torino       | döntő második találkozó | Torino–UC Sampdoria | 2 : 1    |

### Nemzetközi játékvezetés
Az Olasz labdarúgó-szövetség Játékvezető Bizottsága (JB) terjesztette fel nemzetközi játékvezetőnek, a Nemzetközi Labdarúgó-szövetség (FIFA) 1978-tól tartotta nyilván bírói keretében. A FIFA JB központi nyelvei közül a franciát az angolt és a németet beszéli. Több nemzetek közötti válogatott és klubmérkőzést vezetett, vagy működő társának partbíróként segített. Az olasz nemzetközi játékvezetők rangsorában, a világbajnokság-Európa-bajnokság sorrendjében a 8. helyet foglalja el 10 találkozó szolgálatával. Az aktív nemzetközi játékvezetéstől 1990-ben a FIFA 45 éves korhatárát elérve búcsúzott. Válogatott mérkőzéseinek száma: 20.

#### Labdarúgó-világbajnokság
Három világbajnoki döntőhöz vezető úton Spanyolországba a XII., az 1982-es labdarúgó-világbajnokságra, Mexikóba a XIII., az 1986-os labdarúgó-világbajnokság ra és Olaszországba a XIV., az 1990-es labdarúgó-világbajnokságra a FIFA JB játékvezetőként alkalmazta. A FIFA JB elvárása szerint, ha nem vezetett, akkor partbíróként tevékenykedett. Egy csoportmérkőzésen egyes számú besorolást kapott, játékvezetői sérülés esetén továbbvezethette volna a találkozót. Világbajnokságokon vezetett mérkőzéseinek száma: 4 + 1 (partbíró).

##### 1982-es labdarúgó-világbajnokság

###### Selejtező mérkőzés
| Időpont           | Helyszín                   | Mérkőzés típusa           | Mérkőzés                | Eredmény | Nézők száma |
| ----------------- | -------------------------- | ------------------------- | ----------------------- | -------- | ----------- |
| 1981. március 25. | De Kuip Stadion, Rotterdam | előselejtező (2. csoport) | Hollandia–Franciaország | 1 : 0    | 58 000      |

##### 1986-os labdarúgó-világbajnokság

###### Selejtező mérkőzés
| Időpont        | Helyszín                   | Mérkőzés típusa           | Mérkőzés           | Eredmény | Nézők száma |
| -------------- | -------------------------- | ------------------------- | ------------------ | -------- | ----------- |
| 1985. május 1. | De Kuip Stadion, Rotterdam | előselejtező (5. csoport) | Hollandia–Ausztria | 1 : 1    | 58 000      |

###### Világbajnoki mérkőzés
| Időpont          | Helyszín                     | Mérkőzés típusa              | Mérkőzés                 | Eredmény | Nézők száma |
| ---------------- | ---------------------------- | ---------------------------- | ------------------------ | -------- | ----------- |
| 1986. június 2.  | Revolución Stadion, Irapuato | csoportmérkőzés (C. csoport) | Magyarország–Szovjetunió | 6 : 0    | 17 000      |
| 1986. június 16. | Cuauhtemoc Stadion, Puebla   | nyolcaddöntő                 | Argentína–Uruguay        | 1 : 0    | 26 000      |
| 1986. június 25. | Jalisco Stadion, Guadalajara | elődöntő                     | Franciaország–NSZK       | 2 : 0    | 47 500      |

##### 1990-es labdarúgó-világbajnokság

###### Selejtező mérkőzés
| Időpont              | Helyszín                | Mérkőzés típusa           | Mérkőzés             | Eredmény | Nézők száma |
| -------------------- | ----------------------- | ------------------------- | -------------------- | -------- | ----------- |
| 1988. szeptember 14. | Ullevaal Stadion, Oslo  | előselejtező (5. csoport) | Norvégia–Skócia      | 1 : 2    | 22 769      |
| 1989. június 3.      | Wembley Stadion, London | előselejtező (2. csoport) | Anglia–Lengyelország | 3 : 0    | 69 203      |

###### Világbajnoki mérkőzés
| Időpont          | Helyszín                         | Mérkőzés típusa              | Mérkőzés             | Eredmény | Nézők száma |
| ---------------- | -------------------------------- | ---------------------------- | -------------------- | -------- | ----------- |
| 1990. június 14. | Renato Dall'Ara Stadion, Bologna | csoportmérkőzés (D. csoport) | Kolumbia–Jugoszlávia | 1 : 0    | 32 000      |

#### Labdarúgó-Európa-bajnokság
Az európai-labdarúgó torna döntőjéhez vezető úton Franciaországba a VII., az 1984-es labdarúgó-Európa-bajnokságra az UEFA JB játékvezetőként foglalkoztatta.

##### 1984-es labdarúgó-Európa-bajnokság

###### Selejtező mérkőzés
| Időpont          | Helyszín                    | Mérkőzés típusa           | Mérkőzés                  | Eredmény | Nézők száma |
| ---------------- | --------------------------- | ------------------------- | ------------------------- | -------- | ----------- |
| 1983. május 22.  | Śląski Stadion, Chorzów     | előselejtező (2. csoport) | Lengyelország–Szovjetunió | 1 : 1    | 75 000      |
| 1983. október 5. | Park Stadion, Gelsenkirchen | előselejtező (6. csoport) | NSZK–Ausztria             | 3 : 0    | 65 496      |

#### Nemzetközi kupamérkőzés
Vezetett kupadöntők száma: 2

##### Kupagyőztesek Európa-kupája
| Időpont         | Helyszín                | Mérkőzés típusa | Mérkőzés                          | Eredmény | Nézők száma |
| --------------- | ----------------------- | --------------- | --------------------------------- | -------- | ----------- |
| 1987. május 13. | Olimpiai Stadion, Athén | döntő           | AFC Ajax–1. FC Lokomotive Leipzig | 1 : 0    | 35 107      |

##### Bajnokcsapatok Európa-kupája
Az UEFA JB kiemelkedő nemzetközi sportpályafutásának elismeréseként felkérte a döntő találkozó irányítására. A 34. játékvezető – a 3. olasz – aki BEK döntőt vezetett.
| Időpont         | Helyszín                  | Mérkőzés típusa | Mérkőzés                 | Eredmény | Nézők száma |
| --------------- | ------------------------- | --------------- | ------------------------ | -------- | ----------- |
| 1988. május 25. | Neckar Stadion, Stuttgart | döntő           | PSV Eindhoven–SL Benfica | 0 : 0    | 70 000      |

## Szakmai sikerek
A IFFHS (International Federation of Football History & Statistics) 1987-2011 évadokról tartott nemzetközi szavazásán 151, játékvezető besorolásával minden idők 25, legjobb bírójának rangsorolta, holtversenyben Héctor Baldassi társaságában. A 2008-as szavazáshoz képest 13 pozíciót hátrább lépett.

## Külső hivatkozások
- Lugigi Agnolin. World Referee. [2018. szeptember 30-i dátummal az eredetiből archiválva]. (Hozzáférés: 2011. február 23.)
- Lugigi Agnolin. footballzz.com. (Hozzáférés: 2014. június 27.)
- Lugigi Agnolin. footballdatabase.eu. (Hozzáférés: 2011. február 23.)
- Lugigi Agnolin. scoreshelf.com. [2015. április 6-i dátummal az eredetiből archiválva]. (Hozzáférés: 2011. február 23.)
- Lugigi Agnolin. weltfussball.de. (Hozzáférés: 2011. február 23.)
- Lugigi Agnolin. football-lineups.com. (Hozzáférés: 2011. február 23.)
- Lugigi Agnolin. eu-football.info. (Hozzáférés: 2014. június 27.)

| Elődje: Paolo Casarin | Olasz labdarúgókupa döntő 1984–1985 | Utódja: Tullio Lanese |

| Elődje: Franz Wöhrer | KEK döntő 1986–1987 | Utódja: Dieter Pauly |

| Elődje: Carlo Longhi | Olasz labdarúgókupa döntő 1987–1988 | Utódja: Rosario Lo Bello |